# 星球大戰：複製人之戰 (電影)
《星際大戰：複製人之戰》（英語：Star Wars: The Clone Wars）是好莱坞史上最賣座電影星戰系列的首部動畫電影，並開啟了隨後星際大戰：複製人之戰 (3D動畫影集)之劇情。此動畫電影由喬治·盧卡斯編劇、監製，戴夫費朗尼導演，製作人是凱薩琳溫德，發行公司是華納兄弟公司。這部動畫發生在電影版星戰的二部曲與三部曲之間，但其實與主線劇情無明顯連接，只是交代了赫特族領袖賈霸如何與共和國結盟，以及安納金天行者如何結識自己的弟子：亞蘇卡·譚諾。
此片最早於2008年8月14日於澳洲上映，其後15日於美國及英國上畫，香港及台灣地區分別於21日及22日上映，最遲上映的地區是希臘，於10月23日才上映，比最早上映的足足遲了兩個月有多。這部動畫在全美國首周票房達1461萬美元。

## 配音
| 角色          | 美國             | 香港   |
| 安納金·天行者 | 麥特·蘭特        | 張繼聰 |
| 佩咪·艾米達拉 | 凱薩琳·塔柏      |        |
| 歐比王·肯諾比 | 詹姆士·阿諾·泰勒 | 關信培 |
| 亞蘇卡·譚諾   | 艾西莉·艾克斯坦  |        |
| 尤達          | 湯姆·肯恩        | 高翰文 |
| 阿莎潔凡翠絲  | 妮卡·富特曼      |        |
| 白卜庭        | 伊安·艾伯克龍    |        |
| C-3PO         | 安東尼·丹尼爾斯  |        |
| 杜庫伯爵      | 克里斯多福·李    |        |
| 複製人        | 德埃布拉德利貝克 |        |
| 魅使·雲度     | 山繆·傑克森      | 高翰文 |
| 奇·費斯多     |                  |        |
| 奇‧亞地‧蒙地  |                  |        |
| 普羅‧昆       |                  |        |

## 動畫化
星際大戰：複製人之戰的製作初期，原本只打算將星際大戰：複製人之戰 (3D動畫影集)以電視動畫影集的形式播出，但喬治·盧卡斯看過第一集故事後，認為動畫品質相當不錯，可以在劇院上映，於是將原先作為第一季開場的部分集數整合為一部動畫電影，為其後的電視動畫影集鋪路，但也因此造成星際大戰：複製人之戰的動畫作畫水準，相對地比同期院線的電腦動畫電影低。

## 動畫製作公司
其動畫製作公司包含美國，新加坡還有台灣三地，美國由Lucas Animation Los Angeles負責前製，新加坡Lucas Animation Sigarpore，還有台灣的西基電腦動畫公司為後續製作的動畫公司。

## 女絕地武士
在後傳三部曲以前的星戰影視鮮有女性絕地武士作為主角，女絕地武士在星戰中並不罕見，只是較少成為主要角色。如絕地議會中，便有雅朵（Yaddle）、戴帕‧畢拉芭（ Depa Billaba）、艾迪‧葛莉雅（Adi Gallia）、史黛絲·艾利（Stass Allie）以及與本作主角的亞蘇卡·譚諾同族的夏克娣（Shaak Ti）等人，至少佔了三分一議席。然過去真正位在主角群的女性絕地武士只有路克·天行者的妹妹、也就是韓蘇洛的妻子莉亞·歐嘉納公主，及在舊正史後傳小說《索龍三部曲》及其後續作品中出現的路克·天行者之妻瑪拉·翠玉。不過在本部星戰動畫中，光明面主角群中有了一位女性絕地武士學徒亞蘇卡·譚諾，代表黑暗面的分離主義分子亦出現了一位女性反派阿莎潔·凡翠絲，導演戴夫費羅尼表示，加入女性角色就像注射一劑腎上腺素一樣令人興奮。

## 外部連結
- 互联网电影数据库（IMDb）上《星球大戰：複製人之戰》的资料（英文）
- Box Office Mojo上《星球大戰：複製人之戰》的資料（英文）
- Wookieepedia上的相关条目：Star Wars: The Clone Wars